# Sideridis roborovskii
Sideridis roborovskii är en fjärilsart som beskrevs av Nikolai Nikolaievich Filipjev 1931. Sideridis roborovskii ingår i släktet Sideridis och familjen nattflyn. Inga underarter finns listade i Catalogue of Life.